# Terrorizmuskorlátozási Központ
A Terrorizmuskorlátozási Központ (spanyolul: Centro de Confinamiento del Terrorismo, angolul: Terrorism Confinement Center, rövidítve: CECOT) maximális biztonságú börtön Tecolucában, Salvadorban. Az ország kormánya 2023 januárjában nyitotta meg.
2024 júniusában a CECOT-ban 14 532 fő volt bebörtönözve. A világ egyik legnagyobb, illetve Latin-Amerika legnagyobb börtöne 40 ezer fős kapacitásával. 2025 márciusában a salvadori kormány több mint 200 deportált személyt fogadott be az Egyesült Államokból Donald Trump második elnöksége elején, akik a vádak szerint egy venezuelai bűnbanda tagjai voltak. Ezek között voltak viszont olyan személyek is, akik nem követtek el semmilyen bűncselekményt és legálisan éltek az Egyesült Államokban.
A börtönt sokat kritizálták, amiért emberi jogok figyelmen kívül hagyása, a megfelelő jogszerű eljárás, illetve embertelen körülmények. Egyes cellákban akár 60–70 ember is lehet.

## Emberi jogi problémák
A börtönt az „emberi jogok feketelyukának” hívták. A BBC szerint a CECOT nem a Vöröskereszt javaslatai alapján dolgozik, hogy minden rab legalább 3,4 négyzetméter területet kapjon magának egy cellában, a börtönben az átlag 0,6 négyzetméter. Martin Horn, a Rikers Island börtön korábbi igazgatója kijelentette, hogy 40 ezer rab egy helyen való kezelése minden szempontból bonyolult, túl sok. Nem minden rabnak jut egy ágy a cellájában. Mikor a BBC megkérdezte a börtönigazgatót a cellák kapacitásáról, ő azt nyilatkozta, hogy „ahova befér 10 ember, oda befér 20 is.” Mneesha Gellman, az Emerson Főiskola szakértője szerint a CECOT „túlzsúfolt” és nem ad megfelelő élelmet az ott tartottaknak.
A BBC ezek mellett sok esetben a rabok nem kapnak meg olyan jogokat, mint kültéri időtöltés és családlátogatás, amely nemzetközi elvárásnak számít. Juan Carlos Sánchez, a Due Process of Law Foundation egyik tagja problémának tartotta a felszolgált étel minőségét, illetve megkérdőjelezte a jogszerű eljárás létezését, hiszen olyan személyeket is tartottak a börtönben, akiknek még nem volt tárgyalása. Kijelentette, hogy a körülmények fizikai és mentális betegségeket is okozhatnak. Antonio Durán salvadori bíró kijelentette, hogy a CECOT körülményei kínzással egyeznek meg. Zaira Navas, a Cristosal társadalmi szervezet jogi szakértője azt nyilatkozta, hogy nehéz a körülményeket megfigyelni, mert senkinek nincs hozzáférése a börtönhöz.
Az Amnesty International szerint a CECOT „veszélyt jelenthet az emberi jogokra,” illetve „tömeges bebörtönzési politikát” folytat. Miguel Sarre, aki korábban az Egyesült Nemzetek Szervezete kínzásmegelőzési albizottságának volt tagja, kijelentette, hogy a börtön lényegében egy „fém és beton gödör,” amelyben „megszabadulhatnak emberektől, anélkül, hogy hivatalosan is kiosztanák rájuk a halálbüntetést,” hiszen a rabok kiengedését egyáltalán nem tervezi a kormány. Ezek mellett más szakértők hozzátették, hogy a börtön lényegében embereket „raktároz,” illetve egy politikai kampányprojekt, amely egy keményen büntető populista kormányra jellemző.